# Gębiny
Gębiny (deutsch Heinrichsdorf) ist ein Ort in der polnischen Woiwodschaft Ermland-Masuren. Er gehört zur Gmina Olsztynek (Stadt- und Landgemeinde Hohenstein i. Ostpr.) im Powiat Olsztyński (Kreis Allenstein).

## Geographische Lage
Gębiny liegt im Südwesten der Woiwodschaft Ermland-Masuren, 23 Kilometer östlich der einstigen Kreisstadt Osterode in Ostpreußen (polnisch Ostróda) bzw. 17 Kilometer südwestlich der Kreismetropole Olsztyn (deutsch Allenstein).

## Geschichte
Heinrichsdurff wurde 1351 erstmals erwähnt und bestand aus mehreren kleinen Höfen und Gehöften. Von 1874 bis 1945 war das Dorf in den Amtsbezirk Manchengut (polnisch Mańki) im Kreis Osterode in Ostpreußen integriert.
Im Jahre 1910 waren in Heinrichsdorf 110 Einwohner gemeldet. Ihre Zahl belief sich 1933 auf 108 und 1939 auf 100. von den 100 Einwohnern, die in 19 Haushalten lebten, waren 89 in der Land- und Forstwirtschaft sowie 1 im Bereich Industrie und Handwerk beschäftigt.
In Kriegsfolge kam Heinrichsdorf 1945 mit dem gesamten südlichen Ostpreußen zu Polen und erhielt die polnische Namensform „Gębiny“. Heute ist der Ort in das Schulzenamt (polnisch Sołectwo) Zezuty (Sensutten) eingegliedert und gehört somit zum Verbund der Stadt- und Landgemeinde Olsztynek (Hohenstein i. Ostpr.) im Powiat Olsztyński (Kreis Allenstein), bis 1945 der Woiwodschaft Olsztyn, seither in die Woiwodschaft Ermland-Masuren zugehörig. Am 26. Oktober 2020 zählte Gębiny 20 Einwohner.

## Kirche
Bis 1945 war Heinrichsdorf in die evangelische Kirche Manchengut (polnisch Mańki) in der Kirchenprovinz Ostpreußen der Kirche der Altpreußischen Union sowie in die römisch-katholische Kirche Hohenstein i. Ostpr. (polnisch Olsztynek) eingepfarrt.
Heute gehört Gębiny katholischerseits zur St.-Nikolaus-Kirche Mańki (Manchengut), einer Filialkirche der Pfarrei Biesal (Biessellen) im Erzbistum Ermland, evangelischerseits zur Kirchengemeinde Olsztynek, einer Filialgemeinde der Christus-Erlöser-Kirche Olsztyn in der Diözese Masuren der Evangelisch-Augsburgischen Kirche in Polen.

## Verkehr
Gębiny liegt an einer Nebenstraße, die von Mańki (Manchengut) über Zezuty (Sensutten) bis nach Stawiguda (Stabigotten) an der Schnellstraße 51 führt. Eine Bahnanbindung besteht nicht.